# Thallomys loringi
Espèce
Répartition géographique
Statut de conservation UICN

 LC  : Préoccupation mineure
Thallomys loringi est une espèce de rongeurs de la famille des Muridae, du genre Thallomys, présente au Kenya et en Tanzanie.

## Distribution
L'espèce est présente au centre du Kenya et au nord de la Tanzanie.

## Description
L'holotype de Thallomys loringi, une femelle adulte, mesure 160 mm (tête et corps) et 174 mm pour la queue.

## Menaces
L'Union internationale pour la conservation de la nature la distingue comme espèce de « Préoccupation mineure » (LC) sur sa liste rouge.

## Étymologie
Son nom spécifique, loringi, lui a été donné en l'honneur de J. Alden Loring qui a collecté l'holotype.

## Publication originale
- (en) Edmund Heller, « Two new rodents from British East Africa », Smithsonian Miscellaneous Collections, vol. 52,‎ 1910, p. 471-472 (ISSN 0096-8749, OCLC 1376204, lire en ligne).